# The Internet
The Internet é uma banda de trip hop estadunidense fundada pela DJ, cantora e produtora Syd tha Kyd e o produtor ilustrador Matt Marcians da OFWGKTA.

## História
A The Internet foi formada no final de 2011 pelos membros da OFWGKTA Syd Tha Kyd e Matt Martians, juntamente com os outros membros da banda que são Patrick Paige, Christopher Smith, e Taylor Walker.
Seu álbum de estreia chamado Purple Naked Ladies, foi lançado em 20 de dezembro de 2011.  Será o primeiro lançamento nas próprias gravadora do Odd Future, com cópias chegando em 31 de janeiro de 2012. Até agora, 3 singles foram lançados em promoção para o álbum, "Love Song -1",  "They Say", que com a participação de Tay Walker ,  e " Cocaine " que apresenta Left Brain, um dos integrantes do Odd Future.
A Internet tem uma canção incluída no álbum do The Odd Future chamado Tape Vol The Odd Future Tape Vol. 2.
Em 2013, o grupo lança o disco Feel Good, que contou com os singles Dontcha e Fast Lane

## Discografia
- Purple Naked Ladies (2011)
- Feel Good (2013)
- Ego Death (2015)
- Hive Mind (2018)

## Integrantes

### Formação atual
- Syd tha Kyd - vocais (2011–presente)
- Matthew Martians - teclado e vocais (2011–presente)
- Patrick Paige II - baixo (2013–presente)
- Christopher A. Smith - bateria (2013–presente)
- Steve Lacy - guitarra (2015–presente)

### Ex-integrantes
- Tay Walker - teclado (2011–2013)
- Jameel Bruner - teclado (2013–2016)